# Tuần lễ Thời trang Luân Đôn
Tuần lễ Thời trang Luân Đôn (tên gốc: London Fashion Week, viết tắt là LFW) là một triển lãm thương mại trang phục diễn ra ở Luân Đôn hai lần một năm, vào tháng Hai và tháng Chín. Giới thiệu hơn 250 nhà thiết kế cho khán giả toàn cầu về các phương tiện truyền thông và nhà bán lẻ có ảnh hưởng, đây là một trong những tuần lễ thời trang của 'Big 4', cùng với New York, Milan và Paris.
Vào mùa hè năm 2012, Luân Đôn đã tổ chức Tuần lễ Thời trang nam Luân Đôn (tên gốc: London Fashion Week Men's)

## Lịch sử và tổ chức
Được tổ chức bởi Hội đồng Thời trang Anh (BFC) cho Cơ quan Phát triển Luân Đôn với sự giúp đỡ của Bộ Kinh doanh, Đổi mới và Kỹ năng, Tuần lễ Thời trang Luân Đôn lần đầu tiên diễn ra vào tháng 10 năm 1983. Nó hiện đang xếp cùng với New York, Paris và Milan là một trong những tuần lễ thời trang của 'Big 4'. Nó trình bày cho các nhà tài trợ như một sự kiện thương mại cũng thu hút sự chú ý và lợi ích cho những người đóng thuế. Tuần lễ có sự tham gia của hơn 5.000 báo chí và người mua, và đã ước tính đơn hàng hơn 100 triệu bảng. Một sự kiện tập trung vào bán lẻ, Lễ hội Tuần lễ Thời trang Luân Đôn, diễn ra ngay sau đó tại cùng một địa điểm và mở cửa cho công chúng.
Các sự kiện theo lịch trình được sử dụng để diễn ra tại không gian trưng bày của Hội đồng Thời trang Anh, 180 Strand hoặc tại các địa điểm bên ngoài xung quanh trung tâm Luân Đôn.
Trong SS16 (hiển thị tháng 9 năm 2015) và AW16 (hiển thị tháng 2 năm 2016), Hội đồng Thời trang Anh đã đưa ra quyết định tổ chức các phòng trưng bày của các nhà thiết kế cho 'Nhà máy Vinyl', nằm tại bãi đậu xe đang hoạt động ở Soho, ngoài đường Brewer.
Sau khi số lượng người biểu tình chống lông ngày càng tăng, Tuần lễ thời trang Luân Đôn được tổ chức vào tháng 9 năm 2018 sẽ trở thành tuần lễ thời trang lớn đầu tiên không có lông.

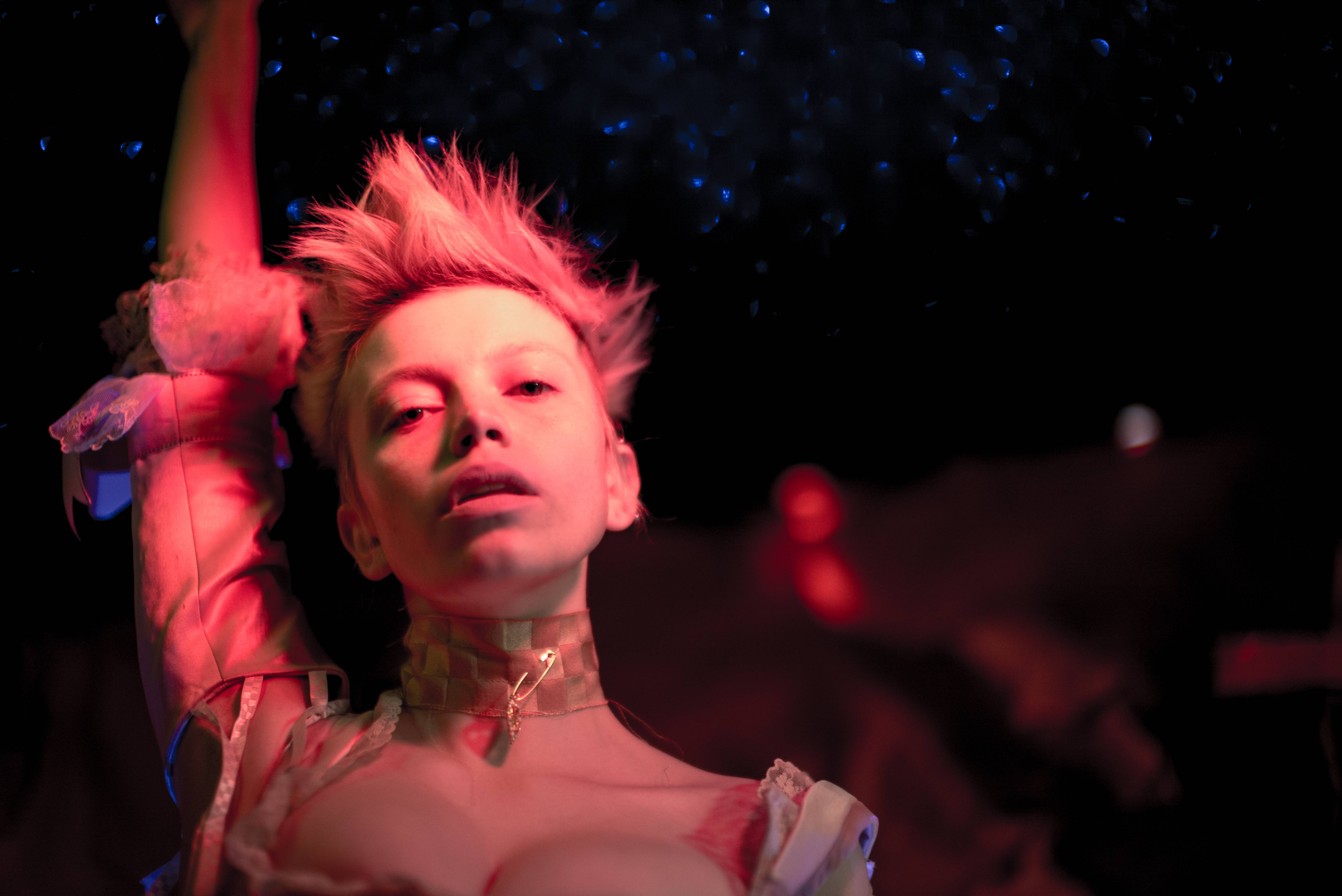
LFW Portrait Neon

## Lễ hội Tuần lễ Thời trang Luân Đôn
Sau Tuần lễ thời trang Luân Đôn mỗi mùa, Lễ hội Tuần lễ thời trang Luân Đôn (LFWF) kéo dài 4 ngày, trước đây gọi là Tuần lễ thời trang Luân Đôn, mang đến trải nghiệm tuần lễ thời trang hướng đến người tiêu dùng.